# Jährling (Pferd)

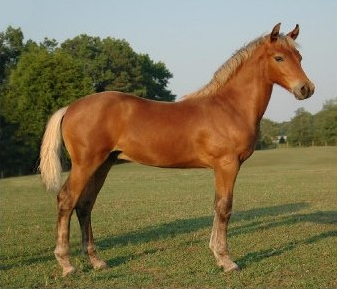
Jährling

Ein Jährling ist ein Pferd in seinem zweiten Lebensjahr. Vom 1. Januar bis zum 31. Dezember des Jahres nach seinem Geburtsjahr wird ein Pferd als „Jährling“ bezeichnet. Das genaue Geburtsdatum ist dabei nicht relevant. Jährlinge sind in ihrer Entwicklung mit einem jungen Teenager vergleichbar und körperlich noch nicht voll ausgereift. Obwohl sie sich im frühen Stadium der Geschlechtsreife befinden, sind sie zu jung für die Zucht.

## Aufzucht
Jährlinge sind im Wachstum und benötigen eine angepasste Fütterung, auch müssen sie geimpft und bei Bedarf entwurmt werden und die Hufe von einem Schmied regelmäßig beschnitten werden und etwaige Fehlstellungen korrigiert werden.
Jährlinge kommen meist auf Fohlenweiden, wo sie mit gleichaltrigen Pferden in der Herde nach Geschlechtern getrennt aufgezogen werden. So können sie das natürliche Sozialverhalten lernen. Hengste, die nicht als Zuchthengste eingesetzt werden, werden überwiegend in diesem Alter kastriert, um sie umgänglicher zu machen.
Das Jährlingsalter ist ein günstiger Zeitpunkt für Züchter, das junge Pferd zu verkaufen, weil es in diesem Alter in eine Jährlingsherde eingegliedert werden muss.

## Ausbildung
Idealerweise lernt bereits das Fohlen den Umgang mit Menschen, das Führen mit dem Halfter, Hufpflege, Putzen, Scheren, Decken, das Verladen in einen Pferdeanhänger und medizinische Behandlungen zu akzeptieren. Wenn dies noch nicht erreicht wurde, dann kann das beim Jährling nachgeholt werden, bevor er seine volle Erwachsenenstärke erreicht.
Die Ausbildung von Jährlingen besteht meistens aus Bodenarbeit. Sie sind zu jung zum Reiten oder Fahren, können aber schon neben dem Wagen herlaufen oder als Handpferd geführt werden. Es ist noch zu früh zum Longieren oder die Arbeit im Round-Pen, weil durch die vergleichsweise enge Kreisbahn die Gelenke stärker belastet werden und so verfrühter Verschleiß begünstigt wird. Jährlinge sind oft voller Energie und ziemlich unberechenbar. Sie sind schwerer und stärker als ein Mensch und erfordern einen fachkundigen konsequenten Umgang. Sie müssen lernen gegenüber dem Menschen Vorsicht walten zu lassen und ihn zu respektieren, also dem Menschen auszuweichen und ihn beispielsweise nicht in eine Ecke zu drängen.